# Santos Chávez
Santos Chávez (* 7. Februar 1934 in Canihual, Región del Bío-Bío; † 2. Januar 2001 in Viña del Mar) war einer der bedeutendsten chilenischen Grafiker und Maler des 20. Jahrhunderts.

## Leben, Studium und Karriere
Chávez stammte aus dem südamerikanischen indigenen Volk der Mapuche. Von 1958 bis 1960 studierte er an der Sociedad de Bellas Artes an der Universität Concepción und finanzierte sich das Studium u. a. durch Nachtschichten als Bäcker, Bauarbeiter, Feldarbeiter. In Concepción wurde er beeinflusst von Tole Peralta und den Vertretern des mexikanischen Muralismus, einschließlich Julio Escamez, Gregorio de la Fuente und Jorge González Camarena. 1960 zog er auf Einladung des Malers Nemesio Antúnez nach Santiago de Chile um. Hier studierte er an der Katholischen Universität und schloss sich dem Taller 99 (Studio 99) an. Hier perfektionierte er vor allem seine Technik in Lithographie und Radierung. Seit 1967 lebte er in Mexiko (Taller Fray Cervando, Mexiko-Stadt), New York City (Studium am Pratt Institute), Chicago (Studium an der School of the Art Institute), Stockholm (1978, Stockholms Graphic Work Shop) und schließlich in Ost-Berlin, wo er 18 Jahre lang in Prenzlauer Berg wohnte. Er war Mitglied des Verbands Bildender Künstler der DDR.
Nach dem Militärputsch von 1973 lehnte er die Einladung der Pinochet-Regierung ab, sich an einer Gruppenausstellung chilenischer Künstler im Ausland zu beteiligen. 1994 kehrte er nach Chile zurück. Hier leitete er Workshops für Grafik am Museo de la Solidaridad. Seine Studenten nannten ihn „Der Meister“.

## Künstlerisches Schaffen
In seinem Werk bearbeitete Chávez viele Motive seiner Heimat, vor allem Landschaft und Mythologie.
Während seines Aufenthalts in Berlin hat Chávez auch Kinder- und Jugendbücher illustriert (Der Mann mit der Rose, Kinderbuch-Verlag, 1983; Ein Känguru in Bernau, Aufbau-Verlag, 1984).

## Auszeichnungen und Ehrungen
- 1966 Premio Andrés Bello, Salón Oficial
- 1968 Honorable Mention, Casa de las Américas, Kuba
- 2000 Altazor Preis
- Ehrenbürger der Stadt Tirúa
- die Universidad de Playa Ancha de Ciencias de la Educación vergibt ein „Santos Chávez“-Stipendium an Mapuche Studenten
- seit 2008 vergibt der Consejo Nacional de Cultura y Las Artes, Chile den „Santos Chávez Preis“ an Künstler indigener Herkunft

## Werke in öffentlichen Museen, Sammlungen und Institutionen
- Museum of Modern Art (MoMA), New York
- Metropolitan Museum of Art (Met), New York
- Smithsonian Institute, Washington, D.C.
- Brooklyn Museum, New York
- Augsburg College, Minneapolis
- Stanford University, Tresidder Memorial Union
- Nationalgalerie (Berlin)
- Staatsmuseum Nicaragua
- Museo de Arte Contemporáneo, Santiago, Chile
- Pinacoteca - Universidad de Concepción
- Edificio UNCTAD / Santiago
- Museo Mapuche / Cañete
- Museo de la Solidaridad / Santiago
- Museo Audiovisual MAVI / Santiago
- Museu para Arte, Rio
- Kuba Casa Havanna